# Soundtrack to Your Escape
Soundtrack to Your Escape è il settimo album degli In Flames, pubblicato dalla Nuclear Blast nel 2004 e pubblicato anche in versione limitata digipak.
Qui vi è un ulteriore cambiamento del sound della band raggiungendo generi di alternative rock e industrial metal.
Il disco è un concept album incentrato sul fuggire.

## Tracce
1. F(r)iend - 3:27
2. The Quiet Place - 3:45
3. Dead Alone - 3:43
4. Touch of Red - 4:13
5. Like You Better Dead - 3:23
6. My Sweet Shadow - 4:39
7. Evil in a Closet - 4:02
8. In Search for I - 3:23
9. Borders and Shading - 4:22
10. Superhero of the Computer Rage - 4:01
11. Dial 595-Escape - 3:48
12. Bottled - 4:17
13. Discover Me Like Emptiness - 4:17 (Digipak Bonus)

## Formazione
- Anders Fridén - voce
- Björn Gelotte - chitarra
- Jesper Strömblad - chitarra
- Peter Iwers - basso
- Daniel Svensson - batteria